# Douglas Preston
Douglas Preston (Cambridge, Massachusetts, 1956), és un escriptor estatunidenc. És conegut per haver escrit diversos llibres amb Lincoln Child que s'han convertit en best-sellers internacionals.
Preston va començar la seva feina d'editor al Museu Nord-americà d'Història Natural. A més a més de les seves col·laboracions amb Child, ha escrit dues novel·les i diversos llibres de temàtica científica que giren al voltant de la història del sud-oest nord-americà. També ha treballat a la Universitat de Princeton i ha escrit una gran quantitat d'articles per a The New Yorker sobre temes científics.

## Novel·les amb Lincoln Child
- The Relic (1995)
- Mount Dragon (1997)
- Reliquary (1998)
- Riptide (1999)
- Thunderhead (2000)
- Ice Limit (2001)
- The Cabinet of Curiosities (2003)
- Still Life with Crows (2003)
- Brimstone (2004)
- (Dance of Death) (2005)
- (Book of the Death) (2006)

## Novel·les en solitari
- Jennie (1994)
- The Codex (2004)
- Tyrannosaur Canyon (2006)